# Máktea
A máktea a száraz kicsépelt kerti mák gubójának forrázatából készül, régies neve a mákony. Morfin és egyéb izokinolinos alkaloid tartalma körülbelül megegyezik az ópiuméval.

## Az ókorban
A mákteát már az ókori Egyiptomban és Mezopotámiában is fogyasztották, Kínában pedig körülbelül négyezer éve isznak ilyen teát, és szívnak ópiumot.

## Előállítása, hatása
Vízben főzik az apróra tört máktokot, és forrás után szűrik. A morfin vízben való oldhatóságát háztartási nátrium-hidrogén-karbonáttal segítik. Az így készült mákteát gyógyszerekkel kombinálva fogyasztják.
2002-ig Noxiron (Doriden) tablettával kombinálták, majd e tabletta megszűnése után Tardyl tablettával kombinálták. A Tardyl 2007-ben végleg megszűnt. A kombináció oka nemcsak a nyugtató hatásának élvezete, hanem hogy a hatóanyaga, a glutetimid a CYP2D6 enzimre serkentőként hat, ezért a máktea kodeintartalmát sokkal nagyobb rekreációs értékű morfinná alakítja a szervezet, az alapállapotnál sokkal nagyobb százalékban.
Napjainkban különböző barbiturátokkal és egyéb nyugtatókkal kombinálják. Elvonási tünetei súlyosabbak a morfinénál, mivel a mákban lévő összes izokinolinos vegyületet tartalmazza.

## További információ
- Szabó Győző érzelmeit kiölte a máktea (2012. 04. 26.) Archiválva 2013. február 21-i dátummal a Wayback Machine-ben Szabó Győző: Toxikoma című könyv (Libri, Budapest, 2012, ISBN 9789633101124) egyik fejezetének részlete.